# Mindorotrast
Mindorotrast (Turdus mindorensis) är en fågel i familjen trastar inom ordningen tättingar.

## Utseende och läte
Mindorotrasten är en vackert tecknad trast, med grått huvud, svart rygg, svart stjärt och mörkt roströda kroppsidor. Näbben är lysande orange, liksom ben, fötter och en ring runt ögat. Lätena är dåligt kända, men andra nära trastsläktingar i Filippinerna avger en mycket vacker sång med drillar och kvitter, medan lätena är explosivt skallriga. 

## Utbredning och systematik
Fågeln förekommer enbart i bergstrakter på Mindoro i Filippinerna. Den behandlas som monotypisk, det vill säga att den inte delas in i några underarter. Tidigare kategoriserades den som underart till ötrasten (Turdus poliocephalus), men denna har efter studier delats upp i ett antal arter, bland annat mindorotrast.

## Levnadssätt
Mindorotrasten hittas i bergsskogar, vanligen över 1200 meters höjd. Vanorna är dåligt kända, men födosöker troligen i skogens alla skikt likt andra trastar. 

## Status
IUCN erkänner den inte som art, varför dess hotstatus inte bedömts.